# Premio La Trinidad
El Premio La Trinidad, es una prueba ciclista de categoría amateur que se celebra en Trucios (Vizcaya, España) organizada por la Sociedad Ciclista Zalla. La carrera consta de aproximadamente 100km, y finaliza en las duras rampas del alto del Gordón.
En la última edición, en 2011[actualizar] en la 25.ª edición, el ganador fue Markel Antón, corredor del Seguros Bilbao y formado en la Sociedad Ciclista Zalla.

## Palmarés
| Edición | Ganador           | Equipo           |
| ------- | ----------------- | ---------------- |
| 2011    | Markel Antón      | Seguros Bilbao   |
| 2010    | Adrián López      | Seguros Bilbao   |
| 2009    | Mikel Landa       | Naturgas Energía |
| 2008    | Antton Ibarguren  | Bruesa           |
| 2007    | Higinio Fernández | Wurth            |
| 2006    | Rubén Palacios    | Seguros Bilbao   |
| 2005    | Javier Etxarri    | Seguros Bilbao   |
| 2004    | Xabier Urkidi     | Orbea-Olarra     |